# سباق أمستل الذهبي 2014
سباق أمستل الذهبي 2014 هو سباق دراجات هوائية أقيم في هولندا بتاريخ 20 أبريل 2014، تكون السباق من 1 مرحلة وامتدّ لمسافة 251 كم بسرعة 39. 02 كم/س، استغرق السباق 6 ساعة 25 دقيقة 57 ثانية. فاز به البلجيكي فيليب جيلبير.

## الترتيب
| م                     | الدرّاج       | البلد  | الزمن                    |
| --------------------- | ------------ | ------ | ------------------------ |
| الفائز بالترتيب العام | فيليب جيلبير | بلجيكا | 6 ساعة 25 دقيقة 57 ثانية |